# Physalis minimaculata
Physalis minimaculata är en potatisväxtart som beskrevs av Umaldy Theodore Waterfall. Physalis minimaculata ingår i släktet lyktörter, och familjen potatisväxter. Inga underarter finns listade i Catalogue of Life.